# Professor Bobo
Professor Bobo is een personage uit de televisieserie Mystery Science Theater 3000. Hij deed mee in de laatste drie seizoenen als assistent van Pearl Forrester. Hij werd gespeeld door Kevin Murphy.
Bobo is geen mens maar een intelligente gorilla uit het jaar 2525. Zijn persoonlijkheid is een mix van verschillende wetenschappers. Bobo zelf komt blijkbaar van een lange lijn van gerespecteerde apen en slimme primaten. Desondanks valt hij vaak terug op primitieve acties en wensen.
In de eerste paar afleveringen dat hij meedeed, runde Bobo een laboratorium gefinancierd door de "Lawgiver". Deze Lawgiver is in werkelijkheid Pearl Forrester, die op deze manier Professor Bobo gebruikte om de filmexperimenten voort te zetten. Toen zijn planeet werd vernietigd, werd Bobo een handlanger van Pearl.
Bobo was een van de weinige schurken die zelf een keer de Satellite of Love heeft bezocht. Hij deed dit in aflevering 822 - Overdrawn at the Memory Bank.
Ondanks zijn titel van professor beschikt Bobo vrijwel niet over wetenschappelijke kennis. In de laatste aflevering van de serie kreeg hij een baantje in een dierentuin.